# Tramway de Navapolatsk
Le tramway de Navapolatsk est un réseau de tramway à traction électrique desservant la ville de Navapolatsk, en Biélorussie. Il a été mis en service le 21 mai 1974, et comporte une unique ligne.